# Szrbjani (Drugovo)
Szrbjani (macedónul: Србјани) település Észak-Macedóniában, a Délnyugati körzet Kicsevói járásában, 2013-ig a Drugovói járás része volt, ami teljes egészében beolvadt a Kicsevói járásba.

## Népesség
| Lakosok száma | 526  | 565  | 473  | 496  | 534  | 475  | 508  | 495  | 518  |
|               | 1948 | 1953 | 1961 | 1971 | 1981 | 1991 | 1994 | 2002 | 2021 |

2002-ben 495 lakosa volt, akik közül 281 macedón, 164 török, 47 albán és 3 egyéb.